# EuroHockey Club Champions Cup 2006 (Herren, Feld)
Die 33. Austragung des EuroHockey Club Champions Cup (Herren, Feld) fand vom 1. – 4. Juni 2006 im mittelenglischen Cannock statt. Titelverteidiger Amsterdamer Hockey und Bandy Club konnte sich national nicht qualifizieren.
Insgesamt gab es mit Royal Léopold, Slavia Prag und dem Atletic Terrassa drei Teams, die bereits 2005 teilnahmen. Der HTC Stuttgarter Kickers sicherte sich erstmals den Titel durch ein 3:1 im Finale gegen Atletic Terrassa.

## EuroHockey Club Champions Cup
Gruppe A
Donnerstag, 1. Juni 2006
- 10:00 A Oranje Zwart  – SC Stroitel Brest  7:0 (3:0)
- 12:00 A Stuttgarter Kickers  – Royal Léopold Club  3:0 (1:0)

Freitag, 2. Juni 2006
- 10:00 A: Oranje Zwart  – Royal Léopold Club  3:1 (1:0)
- 12:00 A: Stuttgarter Kickers  – SC Stroitel Brest  6:2 (3:0)

Samstag, 3. Juni 2006
- 10:00 A: Royal Léopold Club  – SC Stroitel Brest  4:4 (1:2)
- 12:00 A: Oranje Zwart  – Stuttgarter Kickers  1:2 (1:2)

| .   |                     |      |        |
| Pos | Verein              | Tore | Punkte |
| 1.  | Stuttgarter Kickers | 11:3 | 9      |
| 2.  | Oranje Zwart        | 11:3 | 6      |
| 3.  | Royal Léopold Club  | 5:10 | 1      |
| 4.  | SC Stroitel Brest   | 6:17 | 1      |

Gruppe B
Donnerstag, 1. Juni 2006
- 14:00 B Cannock HC  – Pocztowiec Posen  3:4 (1:4)
- 16:00 B  Atlètic Terrassa  – Slavia Prag  9:0 (5:0)

Freitag, 2. Juni 2006
- 14:00 B: Cannock HC  – Slavia Prag  15:2 (5:2)
- 16:00 B:  Atlètic Terrassa  – Pocztowiec Posen  5:3 (2:1)

Samstag, 3. Juni 2006
- 14:00 B:  Cannock HC  – Atlètic Terrassa  2:2 (1:1)
- 16:00 B:  Slavia Prag  – Pocztowiec Posen  0:6 (0:4)

| .    |                  |      |        |
| Pos. | Verein           | Tore | Punkte |
| 1.   | Atlètic Terrassa | 16:5 | 7      |
| 2.   | Pocztowiec Posen | 13:8 | 6      |
| 3.   | Cannock HC       | 20:8 | 4      |
| 4.   | Slavia Prag      | 2:30 | 0      |

Platzierungsspiele
Sonntag, 4. Juni 2006
- 09:00 Abstiegsspiel 4.A – 3.B: SC Stroitel Brest  – Cannock HC  0:10 (0:2)
- 11:30 Abstiegsspiel 3.A – 4.B: Royal Léopold Club  – Slavia Prag  3:0 (2:0)
- 14:00 Spiel um Platz 3: Oranje Zwart  – Pocztowiec Posen  5:2 (2:1)
- 16:30 Finale: Stuttgarter Kickers  – Atlètic Terrassa   3:1 (2:1)

## EuroHockey Club Champions Trophy
Die EuroHockey Club Champions Trophy fand vom 2. – 5. Juni 2006 in der Stadt Wettingen in der Schweiz statt. Sie bildete den ersten Unterbau zum EuroHockey Club Champions Cup. Die Clubs spielten neben dem Titel auch um Auf- und Abstieg ihrer nationalen Verbände für die folgende Europapokalsaison.
Gruppe A
Freitag, 2. Juni 2006
- 12:00 A Kelburne HC  – Lisnagarvey HC  2:3 (1:1)
- 14:00 A Wiener AC  – HC Dinamo Kasan  1:6 (1:5)

Samstag, 3. Juni 2006
- 11:00 A: Kelburne HC  – HC Dinamo Kasan  6:1 (3:1)
- 13:00 A: Wiener AC  – Lisnagarvey HC  1:1 (1:0)

Sonntag, 4. Juni 2006
- 10:00 A: HC Dinamo Kasan  – Lisnagarvey HC  1:4 (1:2)
- 12:00 A: Wiener AC  – Kelburne HC  3:3 (2:1)

| .   |                 |      |        |
| Pos | Verein          | Tore | Punkte |
| 1.  | Lisnagarvey HC  | 8:4  | 7      |
| 2.  | Kelburne HC     | 11:7 | 4      |
| 3.  | HC Dinamo Kasan | 8:11 | 3      |
| 4.  | Wiener AC       | 5:10 | 2      |

Gruppe B
Freitag, 2. Juni 2006
- 16:00 B Stade Français  – HC Olympia Kolos Sekvoia  2:0 (1:0)
- 18:00 B  HC Rotweiss Wettingen  – Collegians HC  9:0 (5:0)

Samstag, 3. Juni 2006
- 15:00 B: Stade Français  – Collegians HC  6:2 (3:1)
- 17:00 B: HC Rotweiss Wettingen  – HC Olympia Kolos Sekvoia  1:1 (1:0)

Sonntag, 4. Juni 2006
- 14:00 B:  HC Olympia Kolos Sekvoia  – Collegians HC  3:0 (0:0)
- 16:00 B:  HC Rotweiss Wettingen  – Stade Français  2:0 (2:0)

| .    |                       |      |        |
| Pos. | Verein                | Tore | Punkte |
| 1.   | HC Rotweiss Wettingen | 12:1 | 7      |
| 2.   | Stade Français        | 8:4  | 6      |
| 3.   | Olympia Kolos Sekvoia | 4:3  | 4      |
| 4.   | Collegians HC         | 2:18 | 0      |

Platzierungsspiele
Montag, 5. Juni 2006
- Abstiegsspiel 4.A – 3.B: Wiener AC  – Olympia Kolos Sekvoia  3:3 (2:3) 4:2 n.7m
- Abstiegsspiel 3.A – 4.B: HC Dinamo Kasan  – Collegians HC  6:2 (4:1)
- Aufstiegsspiel 2.A – 1.B: Kelburne HC  – HC Rotweiss Wettingen  4:3 (2:0)
- Aufstiegsspiel 1.A – 2.B: Lisnagarvey HC  – Stade Français  1:2 (0:1)

Endstand
- 1. Stade Français  (Aufstieg für Frankreich zum Euro Hockey Club Champions Cup 2007)
- 1. Kelburne HC  (Aufstieg für Schottland zum Euro Hockey Club Champions Cup 2007)
- 3. Lisnagarvey HC
- 3. HC Rotweiss Wettingen
- 5. Wiener AC
- 5. HC Dinamo Kasan
- 7. Olympia Kolos Sekvoia  (Abstieg für Ukraine zur EuroHockey Club Champions Challenge 2007)
- 7. Collegians HC  (Abstieg für Gibraltar zur EuroHockey Club Champions Challenge 2007)

## EuroHockey Club Champions Challenge
Die EuroHockey Club Champions Challenge fand vom 1. – 4. Juni 2006 in der Stadt Zagreb in Kroatien statt. Sie bildete den zweiten Unterbau zum EuroHockey Club Champions Cup. Die Clubs spielten neben dem Titel auch um Auf- und Abstieg ihrer nationalen Verbände für die folgende Europapokalsaison.
Gruppe A
Donnerstag, 1. Juni 2006
- 14:00 A HC Lipovci  – Elektrovojvodina  4:1 (2:0)
- 16:00 A HK Orient Lyngby  – HAHK Mladost  0:2 (0:0)

Freitag, 2. Juni 2006
- 14:00 A: HK Orient Lyngby  – Elektrovojvodina  10:2 (3:0)
- 16:00 A: HC Lipovci  – HAHK Mladost  1:1 (1:0)

Samstag, 3. Juni 2006
- 14:00 A: HC Lipovci  – HK Orient Lyngby  2:2 (1:1)
- 16:00 A: HAHK Mladost  – Elektrovojvodina  6:2 (2:0)

| .   |                  |      |        |
| Pos | Verein           | Tore | Punkte |
| 1.  | HAHK Mladost     | 9:3  | 7      |
| 2.  | HC Lipovci       | 7:4  | 5      |
| 3.  | HK Orient Lyngby | 12:6 | 4      |
| 4.  | Elektrovojvodina | 5:20 | 0      |

Gruppe B
Donnerstag, 1. Juni 2006
- 10:00 A Cardiff HC  – Epitok SC  12:0 (7:0)
- 12:00 A SS Lazio  – CFU Lamas  2:2 (2:0)

Freitag, 2. Juni 2006
- 10:00 A: Cardiff HC  – CFU Lamas  2:2 (2:1)
- 12:00 A: SS Lazio  – Epitok SC  12:1 (5:0)

Samstag, 3. Juni 2006
- 10:00 A: Epitok SC  – CFU Lamas  1:14 (1:5)
- 12:00 A: Cardiff HC  – SS Lazio  3:3 (1:1)

| .   |            |      |        |
| Pos | Verein     | Tore | Punkte |
| 1.  | CFU Lamas  | 18:5 | 5      |
| 2.  | Cardiff HC | 17:5 | 5      |
| 3.  | SS Lazio   | 17:6 | 5      |
| 4.  | Epitok SC  | 2:38 | 0      |

Platzierungsspiele
Sonntag, 4. Juni 2006
- Abstiegsspiel 4.A – 3.B: Elektrovojvodina  – SS Lazio  1:11 (0:8)
- Abstiegsspiel 3.A – 4.B: HK Orient Lyngby  – Epitok SC  11:1 (2:1)
- Aufstiegsspiel 2.A – 1.B: HC Lipovci  – CFU Lamas  5:3 (4:2)
- Aufstiegsspiel 1.A – 2.B: HAHK Mladost  – Cardiff HC  0:2 (0:2)

Endstand
- 1. Cardiff HC  (Aufstieg für Wales zur Euro Hockey Club Champions Trophy 2007)
- 1. HC Lipovci  (Aufstieg für Slowenien zum Euro Hockey Club Champions Trophy 2007)
- 3. CFU Lamas
- 3. HAHK Mladost
- 5. SS Lazio
- 5. HK Orient Lyngby
- 7. Epitok SC  (Abstieg für Ungarn zur EuroHockey Club Champions Challenge II 2007)
- 7. Elektrovojvodina  (Abstieg für Serbien zur EuroHockey Club Champions Challenge II 2007)

## EuroHockey Club Champions Challenge II
Die EuroHockey Club Champions Challenge II fand vom 2. – 5. Juni 2006 in der Stadt Athen in Griechenland statt. Sie bildete den dritten Unterbau zum EuroHockey Club Champions Cup. Die Clubs spielten neben dem Titel auch um Auf- und Abstieg ihrer nationalen Verbände für die folgende Europapokalsaison.
Gruppe A
Freitag, 2. Juni 2006
- 16:00 A KPH Rača  – HC Ardas Rudamina  8:0 (4:0)

Samstag, 3. Juni 2006
- 16:30 A: HC Ardas Rudamina  – Rabat  Depiro HC  0:2 (0:1)

Sonntag, 4. Juni 2006
- 16:00 A: Rabat  Depiro HC  – KPH Rača  0:1 (0:1)

| .   |                   |      |        |
| Pos | Verein            | Tore | Punkte |
| 1.  | KPH Rača          | 9:0  | 6      |
| 2.  | Rabat Depiro HC   | 2:1  | 3      |
| 3.  | HC Ardas Rudamina | 0:10 | 0      |

Gruppe B
Freitag, 2. Juni 2006
- 18:00 A Esobga  – Napaios Apollon Hockey Club  1:1 (0:1)

Samstag, 3. Juni 2006
- 18:30 A: Aker HC  – Esobga  2:1 (1:0)

Sonntag, 4. Juni 2006
- 18:00 A: Napaios Apollon Hockey Club  – Aker HC  1:1 (0:0)

| .   |                    |      |        |
| Pos | Verein             | Tore | Punkte |
| 1.  | Aker HC            | 3:2  | 4      |
| 2.  | Napaios Apollon HC | 2:2  | 2      |
| 3.  | Esobga             | 2:3  | 1      |

Platzierungsspiele
Montag, 5. Juni 2006
- 11:00 3.A – 3.B: HC Ardas Rudamina  – Esobga  1:2 (0:1)
- 13:30 Aufstiegsspiel 2.A – 1.B: Rabat  Depiro HC  – Aker HC  5:1 (4:1)
- 16:00 Aufstiegsspiel 1.A – 2.B: KPH Rača  – Napaios Apollon Hockey Club  2:0 (1:0)

Endstand
- 1. KPH Rača  (Aufstieg für Slowakei zur Euro Hockey Club Champions Challenge 2007)
- 1. Rabat  Depiro HC  (Aufstieg für Malta zum Euro Hockey Club Champions Challenge 2007)
- 3. Aker HC
- 3. Napaios Apollon Hockey Club
- 5. Esobga
- 6. HC Ardas Rudamina

## Quelle
Deutsche Hockey Zeitung Juni 2006